# 열대 몬순 기후

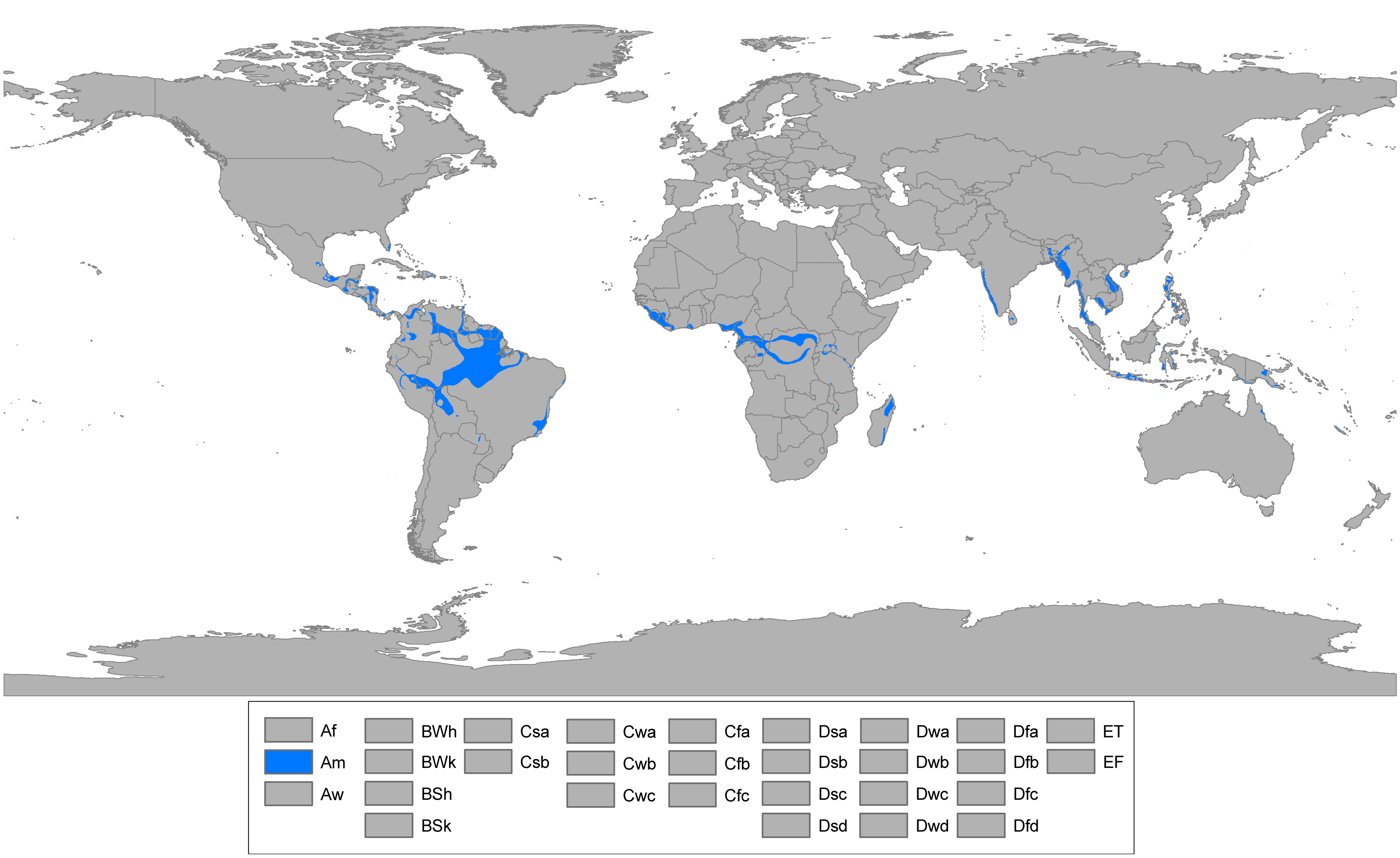
열대 몬순(계절풍) 기후의 분포도

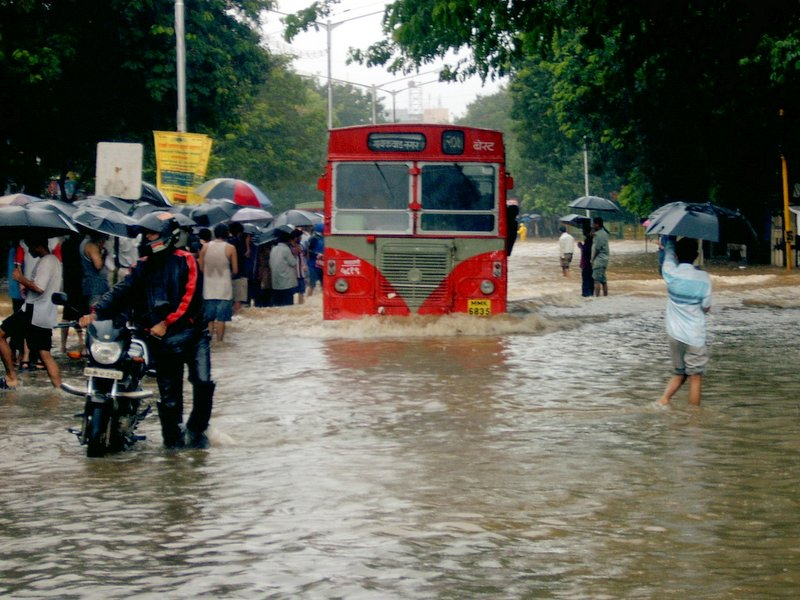
몬순 기후에서 우계는 이처럼 홍수를 일으키기도 한다. 사진은 홍수 피해를 입은 뭄바이.

열대 몬순 기후 또는 열대 계절풍 기후는 쾨펜의 기후 구분에서 열대 기후에 속하며, 기호는 Am이다. 계절풍의 영향으로 여름에는 바다에서 오는 습한 바람의 영향으로 습윤한 기후인 우기가, 겨울에는 대륙에서 불어오는 건조한 바람의 영향으로 건기가 된다. 열대 우림 기후와 사바나 기후의 중간 정도 되는 기후이다.
열대 몬순 기후는 인도차이나 반도나 필리핀과 같은, 또는 인도, 네팔 주로 동남아시아와 남아시아에서 많이 나타난다. 겨울에는 주로 건조한 바람이 많이 불지만, 그것이 바다를 지나면 다시 습윤해지므로, 꼭 건조한 것은 아닌데, 이는 베트남이나 대만 남부와 같은 무역풍의 일종인 북동계절풍을 피한 곳에서 자주 나타난다.
열대 몬순 기후는 곳에 따라 계절풍(몬순)의 영향을 더 많이 받는 때가 다르며, 벼, 차, 사탕수수, 목화, 커피 등을 재배한다. 특히, 벼가 잘 자랄 수 있는 지역이기 때문에, 벼를 일 년에 두세 번 정도 수확할 수 있다. 또 플랜테이션 농업이 발달한 곳이기도 하다.
식생은 우기에 푸르게 되는 우록림이 발달한다. 열대 우림에 비해서는 나무 종류가 적고, 수도 적은 편이다. 티크나무와 대나무가 잘 나타난다. 토양은 주로 라테라이트로, 염기가 용탈되어 철과 알루미늄을 많이 포함하므로 붉은 색을 띤다.

## 해당 지역
주로 적도 부근의 저위도 지역에 세계적으로 걸쳐 위치하고 있다. 열대 우림 기후와 사바나 기후 사이의 이행 지역으로 간주될 수 있다.

### 해당 지역 내에 위치한 도시
- 자카르타, 인도네시아
- 마이애미, 미국 플로리다주
- 양곤, 미얀마
- 마나우스, 브라질 아마조나스주
- 케언즈, 호주 퀸즐랜드주
- 하이난성, 중국
- 산후안, 푸에르토리코
- 코나크리, 기니
- 비간, 필리핀, 스리랑카
- 다이토 제도, 일본

## 같이 보기
- 쾨펜의 기후 구분
- 열대기후